# Convenção das Nações Unidas para o Combate à Desertificação

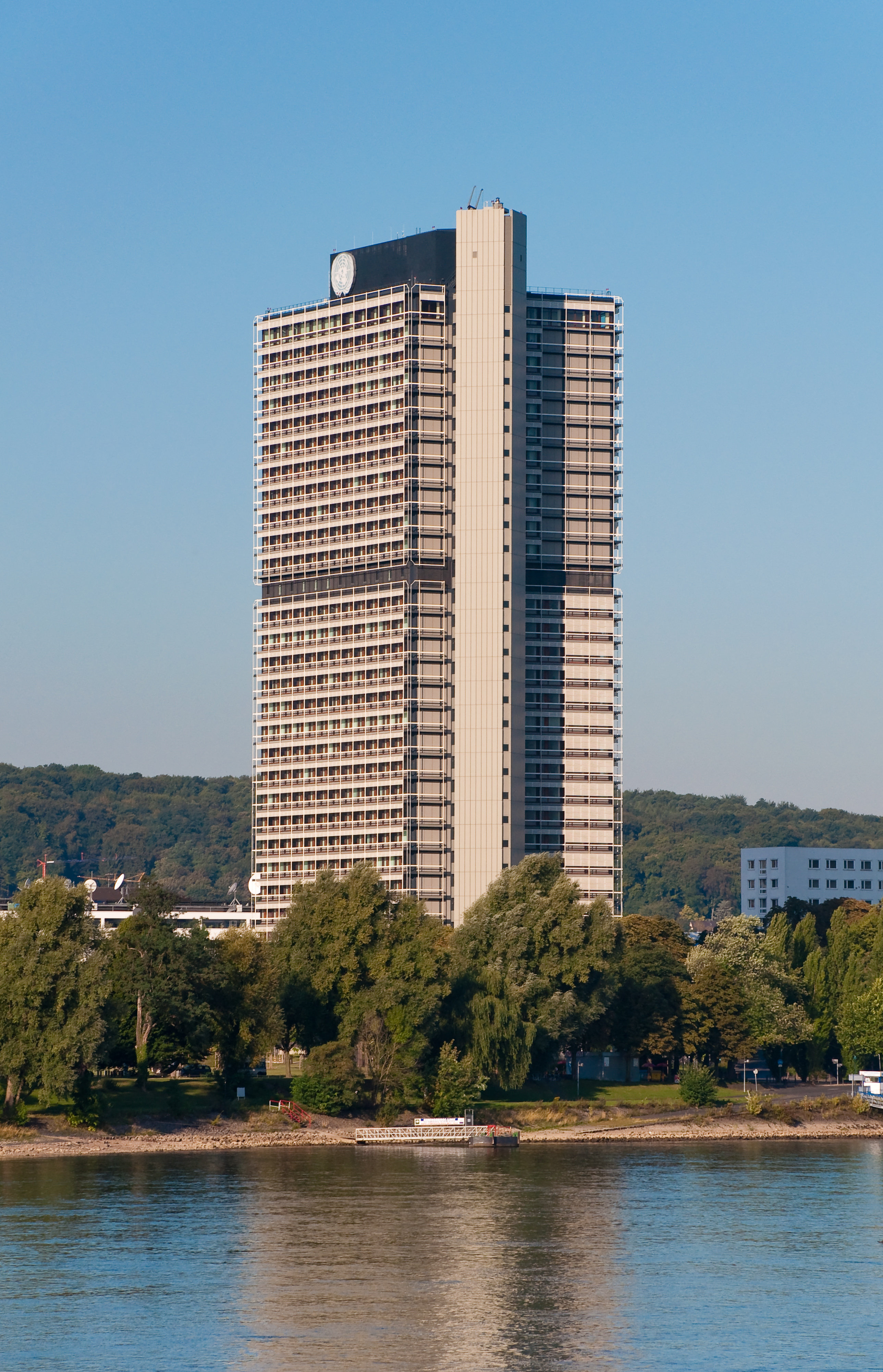
O Edifício "Langer Eugen", sede da ONU em Bona, Alemanha.

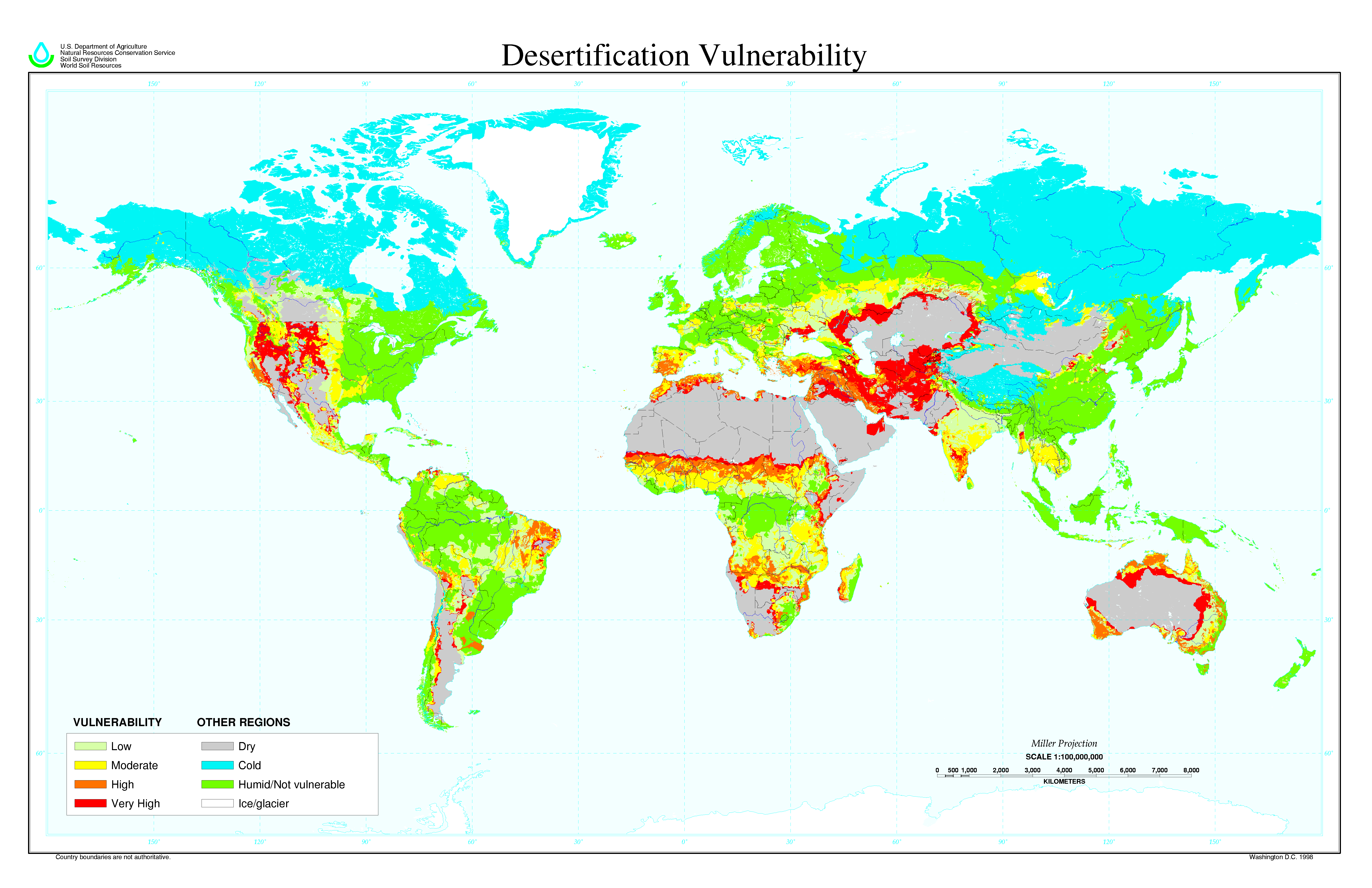
Vulnerabilidade à desertificação das áreas do planeta.

A Convenção das Nações Unidas para o combate à desertificação, oficialmente Convenção das Nações Unidas para o combate à desertificação nos países experimentando secas severas e/ou desertificação, particularmente na África (CNUCD, ou UNCCD em sua sigla em inglês) é um tratado internacional multilateral que tem como objeto a proteção do ambiente natural e que, como seu nome sugere, tem, como objetivo central, o combate à desertificação. 

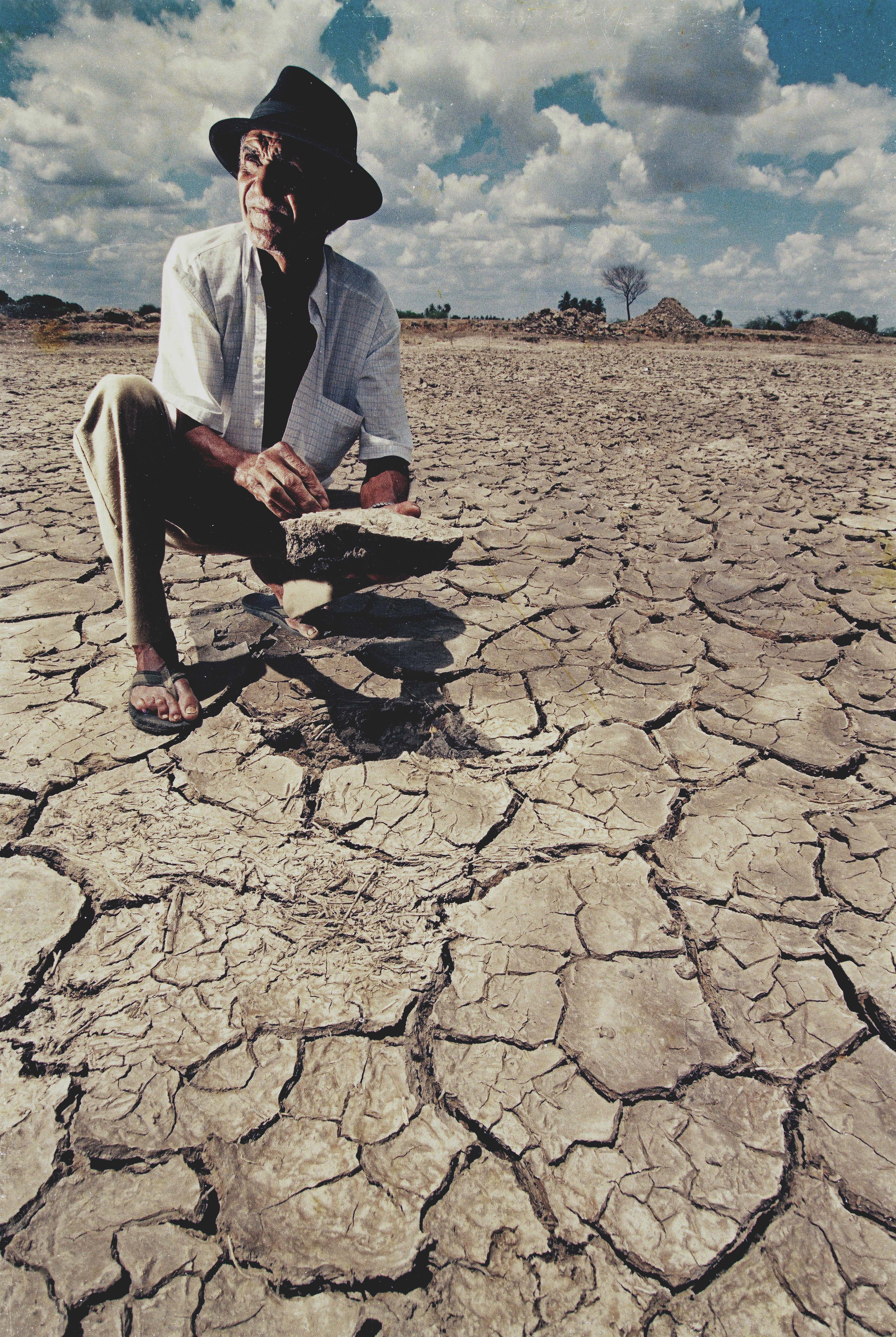
A desertificação é um dos grandes problemas contemporâneos.

Ela foi negociada durante a Conferência das Nações Unidas sobre o Meio Ambiente e o Desenvolvimento, também conhecida como Eco-92, realizada em 1992 na cidade do Rio de Janeiro. Finalmente adotada em 17 de junho de 1994 em Paris, sua abertura para assinaturas se deu em 14 de outubro de 1994 e sua entrada em vigor em 26 de dezembro de 1996. A Conferência das Partes (COP, segundo a sigla em inglês) é seu órgão supremo.

## Origens

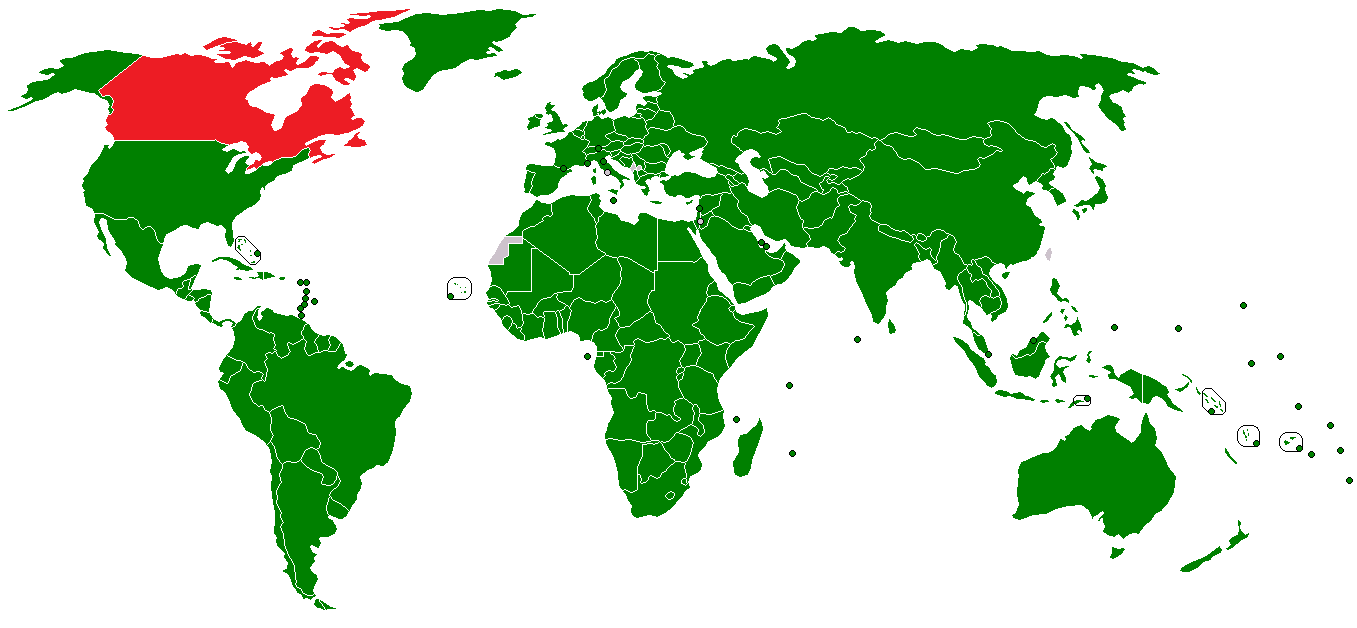
O Canadá, em vermelho, era Parte da convenção até 28 de março de 2014, após ter notificado sua retirada um ano antes.

Há tempos que a comunidade internacional reconheceu que a desertificação é um dos mais graves problemas em escala mundial, com importantes implicações no âmbito econômico, social e ambiental, e que afeta uma grande quantidade de países em todo mundo. Em 1977, a Conferência das Nações Unidas sobre a Desertificação (UNCCD, segundo as siglas em inglês) adotou o Plano de Ação para Combater a Desertificação (PACD), mas, desgraçadamente, apesar deste e de outros esforços, o Programa das Nações Unidas para o Meio Ambiente (PNUMA) admitiu em 1991 que o problema das secas e da degradação do solo em zonas áridas, semiáridas e sub-húmidas tinha piorado, apesar de terem sido observados alguns “exemplos de melhoras no âmbito local”.
A questão de como fazer frente ao problema da desertificação foi de novo uma preocupação primordial na Conferência das Nações Unidas sobre o Meio Ambiente e o Desenvolvimento (UNCED segundo a siglas em inglês), celebrada no Rio de Janeiro em 1992. A Conferência apoiou um novo enfoque integrado do problema, enfatizando a ideia de promover um desenvolvimento sustentável no âmbito comunitário. Do mesmo modo, também se pediu à Assembleia Geral das Nações Unidas que estabelecesse um Comitê Intergovernamental de Negociação (INCD, na sigla em inglês) para preparar uma convenção tratando do tema. Em dezembro de 1992, a Assembleia Geral aceitou e adoptou a resolução 47/188. A Convenção das Nações Unidas para o Combate à Desertificação foi adotada em 17 de junho de 1994 em Paris, e aberta para assinatura em outubro do mesmo ano. Entrou em vigor em 26 de dezembro de 1996, 90 dias após a recepção da quinquagésima ratificação. Em 2013, a Convenção conta com 193 Partes, depois da saída do Canadá, em 28 de março de 2013.

## Estados Partes
A Convenção foi ratificada por 195 Estados mais a União Europeia. Todos os estados membros da ONU são partes na convenção. A convenção não se aplica a Aruba, Curaçao, São Martinho e Países Baixos Caribenhos, ou a Gibraltar, Ilha de Man, Guernsey e Jersey.
Um Estado que a ratificou - Canadá - anunciou sua retirada da convenção. Os Estados não membros das Nações Unidas que ratificaram a Convenção são as Ilhas Cook e Niue. A Santa Sé e os estados com reconhecimento limitado não são partes.

## Secretaria Executiva da Convenção
A secretaria permanente da Convenção –que se configurou como tal durante a primeira Conferência das Partes (COP1)-  se encontra localizada em Bonn, Alemanha, no campus das Nações Unidas.
A função da Secretaria é a de gerir as sessões da COP e de seus órgãos subsidiarios (estabelecidos pela Convenção) e administrar-lhes os serviços que estes requeiram. Um dos trabalhos primordiais da Secretaria é o de recompilar e transmitir os relatórios que recebe.
A Secretaria também oferece assistência às Partes em via de desenvolvimento, particularmente àqueles da África.
As atividades da CNULD são coordenadas com as secretarias de outros relevantes corpos e convenções internacionais, entre os quais a Convenção-Quadro das Nações Unidas sobre as Mudanças Climáticas (CMNUCC) e a Convenção sobre Diversidade Biológica (CDB) quem, junto com a CNULD formam as chamadas “irmãs do Rio”, já que surgiram das negociações ocorridas na cidade do Rio de Janeiro, na comumente chamada “Cimeira da Terra”.

## Conferência das Partes (COP)
A COP foi estabelecido pela Convenção como órgão decisório supremo, e compreende governos ratificantes e organizações de integração económica regional, como a União Europeia. A COP supervisiona a aplicação da Convenção. A Conferência é o órgão supremo da Convenção: estabelece as decisões que posteriormente levar-se-ão a cabo e integra as ratificações feitas por todos os governos.
Onze são as conferências que se celebraram até a data:
- COP1: Roma (Itália) de 29 de setembro a 10 de outubro de 1997.
- COP2: Dakar (Senegal), de 30 de novembro a 11 de dezembro de 1998.
- COP3: Recife (Brasil), de 15 a 26 de novembro de 1999.
- COP4: Bonn (Alemanha), de 11 a 22 de dezembro de 2000.
- COP5: Genebra (Suíça), de 1 a 12 de outubro de 2001.
- COP6: Havana (Cuba), de 25 de agosto a 5 de setembro de 2003.
- COP7: Nairobi (Kenia), de 17 a 28 de outubro de 2005.
- COP8: Madri (Espanha), de 3 a 14 de setembro de 2007.
- COP9: Buenos Aires (Argentina), de 21 de setembro a 2 de outubro de 2009.
- COP10: Changwon (Coreia do Sur), de 10 a 21 de outubro de 2011.
- COP11: Windhoek (Namibia), de 16 a 27 de setembro de 2013.

O décimo segundo período de sessões do COP (COP12) celebrar-se-á em Ancara (Turquia), de 12 a 23 de outubro de 2015.

## Comité para o Exame da Aplicação da Convenção (CRIC)
O Comité para o Exame da Aplicação da Convenção (CRIC, na sigla em inglês) é o organismo que assiste à Conferência das Partes no exame regular da aplicação da Convenção. Foi estabelecido pela primeira vez na COP 5, como órgão subsidiario regular da COP.
Na COP 9 os Estados Partes adotaram novos Termos de Referência do CRIC e decidiram que se convertesse num órgão subsidiario permanente da COP. De acordo com seu mandato, o CRIC assistirá à COP no exame do aplicativo da Convenção em virtude da autoridade e orientação da COP e como parte integrante da Revisão do Desempenho e Avaliação do Sistema de Execução.

## Ponto Focal
Cada Parte da Convenção nomeia um Ponto Focal. Este é um representante para trabalhar como nexo de união entre a Convenção e a Secretaria, bem como para desempenhar o trabalho de assistente no trabalho entre sessões.

## Comité de Ciência e Tecnologia (CCT)
A CNULD criou um Comité de Ciência e Tecnologia (CCT) integrado por representantes governamentais. O CCT assessora à COP sobre aspetos científicos e tecnológicos e reúne, analisa e examina dados de interesse. Assim, o CCT atua como ligação entre a COP e a comunidade científica, tratando de obter cooperação e utilizando os serviços e informação proporcionados pelos organismos competentes de âmbito nacional, internacional e não governamental. A criação de capacidade, de educação e de formação são essenciais nos países em desenvolvimento, para que os próprios afetados pela desedificação lutem contra ela.
Com o fim de aumentar a eficiência e a efetividade do CCT, a COP estabeleceu um Grupo de Experientes (GdE), que desenvolve estratégias de comunicação entre suas próprias atividades, o usuário final e a comunidade investigadora, e leva a cabo uma metodologia integradora de avaliação da pobreza e da degradação da terra, entre outras atividades.

## Programas de Ação para lutar contra a desertificação
O trabalho da CNULD põe-se em prática mediante Programas de Ação Nacional (PAN), um instrumento de aplicação da Convenção. Esses programas esboçam estratégias em longo prazo e formulam-se com a participação ativa das comunidades locais. Existem, ademais, os Programas de Ação Subregional (PASR) e Regional (PAR), que ajudam a harmonizar e reforçar os programas nacionais. Trata-se de um desenvolvimento participativo fundamentado num método “de baixo para cima”, isto é, os programas de luta contra a desertificação originam-se no âmbito local e baseiam-se nesta participação específica.
A CNULD responde ao propósito de facilitar uma aliança de longo alcance para o desenvolvimento sustentável dos ecossistemas de terras secas vulneráveis e, a tal efeito, de melhorar a canalização do investimento de ajuda oficial ao desenvolvimento. A Convenção fundamenta-se no ensino do passado e expressa um consenso internacional com respeito a um marco de atuação integrado.

## Mecanismo Mundial (MM)
O Mecanismo Mundial (MM) ajuda a COP a promover o financiamento das atividades programadas no marco da Convenção. Não se encarrega de obter ou administrar fundos, mas apoia e assessora doadores, beneficiários, bancos de desenvolvimento, ONG, etc. a mobilizarem recursos financeiros e destiná-los a onde mais se precisem.
Desde que iniciou suas atividades em 1998, o MM tem estado sob o amparo do Fundo Internacional para o Desenvolvimento Agrícola (FIDA), uma das principais instituições financeiras internacionais na alavancagem de pequenos agricultores e em "dar à população rural pobre a possibilidade de sair da pobreza".